# Chez Walter
Pour plus de détails, voir Fiche technique et Distribution.
Chez Walter (Das Frankfurter Kreuz) est un téléfilm franco-allemand réalisé par Romuald Karmakar en 1998. 

## Synopsis
pendant le Nouvel An en 1999 , un groupe qui est dans un bar de Francfort et ils discutent des choses mécontents de leurs situation.

## Fiche technique
- Titre original : Das Frankfurter Kreuz
- Titre français : Chez Walter
- Réalisation : Romuald Karmakar
- Scénario : Romuald Karmakar et Michael Farin, d'après la pièce radiophonique Für eine Mark und Acht de Jörg Fauser
- Production : Carole Scotta, Caroline Benjo, Simon Arnal et Gebhard Henke
- Sociétés de production : La Sept Arte, Haut et Court, WDR
- Pays d'origine :  France,  Allemagne
- Langue originale : Allemand
- Genre : Drame
- Durée : 55 minutes
- Date de diffusion : 27 novembre 1998 sur Arte

## Distribution
- Michael Degen (en) : Walter
- Manfred Zapatka : Harry
- Jochen Nickel : Mannie
- Kajsa Reingardt : Roswita
- Ulrich von Dobschütz : Herr Faltermann
- Birol Ünel : Mustafa
- Dagmar Manzel : le médecin
- Christina Kruse : une jeune femme